# 正规空间
在拓扑学和相关的数学分支中，正规空间（Normal space）、T4 空间、T5 空间和 T6 空间是特别优秀的一类拓扑空间。这些条件是分离公理的个例。

## 定义

表示为两侧封闭圆圈的闭集 E 和 F，被表示为更大开放圆圈的它们各自的领域 U 和 V 所分离，它们是不相交的。

假定 X 是拓扑空间。X 是正规空间，当且仅当给定任何不相交闭集 E 和 F， 存在 E 的邻域 U 和 F 的邻域 V 也是不相交的。用較花巧的术语说，这个条件声称 E 和 F 是由邻域分离的。

X 是 T4 空间，如果它是正规空间和豪斯多夫空间。
X 是完全正规空间或继承正规空间，如果所有 X 的子空间是正规的。显然 X 是完全正规的，当且仅当任何两个分离集合可以由邻域分离。
X 是 T5 空间，或完全 T4 空间，如果它是完全正规的和豪斯多夫的，或等价的说，如果所有 X 的子空间是 T4 的。
X 是完美正规空间，如果任何两个不相交闭集可以由函数完全分离的。就是说，给定不相交闭集 E 和 F，有从 X 到实直线 R  的连续函数 f 使得 {0} 和 {1} 在 f 下的前像分别是 E 和 F。在这个定义于可以使用单位区间 [0,1]，结果是相同的。明显的 X 是完美正规的，当且仅当 X 是正规的并且所有闭集是 Gδ 集合。等价的说，X 是完美正规的，当且仅当所有闭集是零集合。所有完美(perfectly)正规空间自动的是完全(completely)正规的。
X 是 T6 空间或完美 T4 空间，如它是完美正规和豪斯多夫二者。
注意某些数学文献对术语“正规”和“T4”与包含这些词的术语使用了不同的定义。这里给出的定义是今天最常用的。但是某些作者切换了这两个术语的意义，或把它们用做同一个条件的两个同义词，在阅读数学文献的时候要注意看出作者使用的是何种定义。(但是“T5”总是有和“完全 T4”相同的意义)。更多详情参见分离公理的历史。
你还会见到术语如正规正则空间和正规豪斯多夫空间，它们简单的意味着这个空间是正规的并满足提及的其他条件。特别的，正规豪斯多夫空间同于 T4 空间。这些术语是有用的，因为它们更少历史性歧义。在这里我们使用这些术语，用“正规豪斯多夫”替代“T4”，用“完全正规豪斯多夫”替代“T5”。
全部(fully)正规空间和全部 T4 空间在仿紧致空间中讨论。
局部正规空间是其中所有有开邻域的点是正规的拓扑空间。所有正规空间都是局部正规的，但是反过来不是真的。不是正规的完全正则局部正规空间的经典的例子是Niemitzki平面。

## 正规空间的例子
在数学分析中遇到的多数空间都是正规豪斯多夫空间，或至少是正规正则空间:
- 所有度量空间(因此所有可度量空间)是完美正规豪斯多夫空间；
- 所有伪度量空间(因此所有可伪度量空间)是完美正规正则空间，尽管一般不是豪斯多夫空间；
- 所有紧致豪斯多夫空间是正规空间；
- 特别是，吉洪诺夫空间的斯通-切赫緊化是正规豪斯多夫空间；
- 推广上述例子，所有仿紧致豪斯多夫空间是正规的，而所有仿紧致正则空间是正规的；
- 所有仿紧致拓扑流形是完美正规豪斯多夫空间。但是存在甚至不是正规的非仿紧致流形。
- 所有在全序集合上的序拓扑是继承正规的和豪斯多夫的。
- 所有正则第二可数空间是完全正规的，而所有正则林德勒夫空间是正规的。

还有所有全部正规空间是正规的(即使不是正则的)。謝爾賓斯基空間是非正则的正规空间的例子。

## 非正规空间的例子
非正规拓扑的重要例子是在代数簇或交换环谱上的 Zariski拓扑，它用于代数几何。
与分析有些关系的非正规空间是所有从实直线 R 到自身的函数的拓扑向量空间，带有逐点收敛拓扑。
更一般的说，A. H. Stone的一个定理声称不可数多非紧致豪斯多夫空间的乘积永远不是正规的。

## 性质
正规空间的主要重要性在于它们都足够容纳连续实数值函数，如下列对任何正规空间 X 都有限的定理所表达的。
乌雷松引理:
如果 A 和 B 是 X 的两个不相交闭集，则存在从 X 到实直线 R 的连续函数 f 使得 f(x) = 0 对于所有 A 中的 x 和 f(x) = 1 对于所有 B 中的 x。
事实上，我们可以完全在单位区间 [0,1] 内取 f 的值。(用較花巧的术语来说，不相交闭集不只是由鄰域分离的，还是由函数分离的。)
更一般的，蒂茨扩张定理:
如果 A 是 X 的闭子集而 f 是从 A 到 R 的连续函数，则存在连续函数 F: X → R，它在对于所有 A 中的 x 有 F(x) = f(x) 的意义上扩张了 f。 
如果 U 是正规空间 X 的局部有限开覆盖，则有完全从属于 U 的一个单位划分。
事实上，任何满足这些条件之一的空间都必定是正规的。
正规空间的乘积不必需是正规的。这个事实在被 Robert Sorgenfrey 首次证明时是很令人惊讶的。这种现象的一个例子是 Sorgenfrey平面。还有，正规空间的子集不必需是正规的(例如，不是所有正规豪斯多夫空间都是完成正规豪斯多夫空间)，因为所有吉洪诺夫空间都是它的 Stone-Cech 紧致化(它是正规豪斯多夫)的子集。更明确的例子是吉洪诺夫支架。

## 与其他分离公理的联系
如果正规空间是 R0，则它事实上是完全正则空间。因此从“正规 R0”到“正规完全正则”的任何东西都同于我们叫做“正规正则”的东西。选取柯尔莫果洛夫商，我们看到所有正规 T1 空间都是吉洪诺夫空间。它们一般被叫做“正规豪斯多夫”空间。
这些变体的反例可以在前面章节中找到。特别是，謝爾賓斯基空間是正规但非正则的，而从 R 到自身的函数空间是吉洪诺夫的但不是正规的。

## 引用
- Kemoto, Nobuyuki. . K.P. Hart, J. Nagata, and J.E. Vaughan  (编). . Amsterdam: Elsevier Science. 2004. ISBN 0-444-50355-2.
- Willard, Stephen. . Reading, Massachusetts: Addison-Wesley. 1970. ISBN 0-486-43479-6 (Dover edition).